# Stereorhachis
Stereorhachis é um gênero de eupelicossauro do Carbonífero Superior da França. Há uma única espécie descrita para o gênero Stereorhachis dominans.